# 긴이마밤게

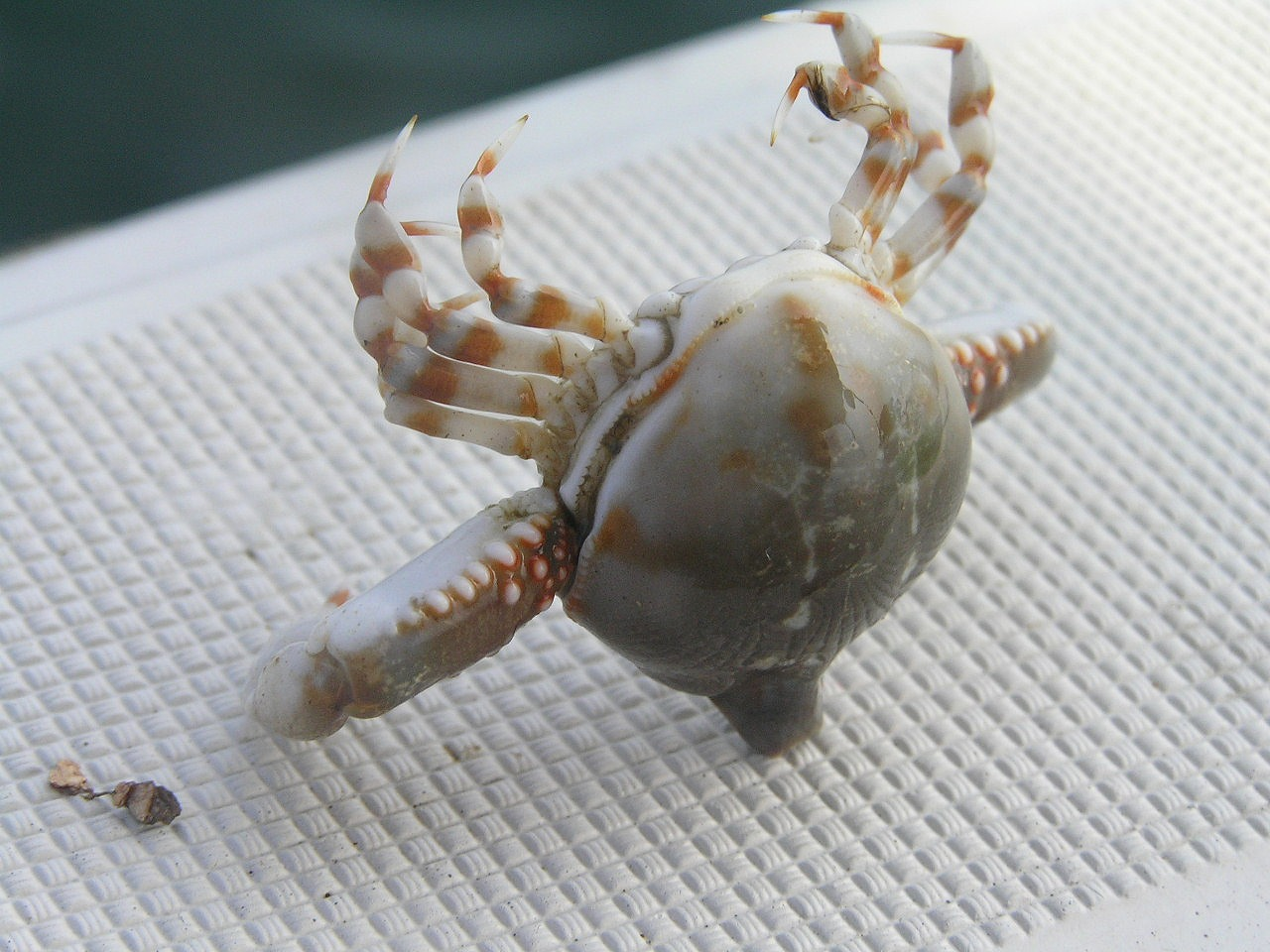

긴이마밤게(Leucosia anatum)는 밤게과 긴이마밤게속에 속하는 게이다.

## 분포
이 종은 다음 지역에 서식한다.
- 마다가스카르
- 모리셔스
- 페르시아만
- 파키스탄
- 스리랑카
- 안다만 제도
- 메르귀 제도
- 일본
- 한국
- 대만
- 중국: 광둥성의 바다
- 통킹만
- 필리핀: 마닐라만 남부
- 인도네시아
- 오스트레일리아
- 뉴칼레도니아
- 피지